# Charles Bruston
Charles Auguste Bruston, né à Bourdeaux (Drôme) le 6 mars 1838 et mort à Montauban le 23 juin 1937, est un pasteur, théologien et historien français. Il est professeur à la faculté de théologie protestante de Montauban, dont il est doyen de 1894 à 1906.

## Biographie
Charles Bruston, fils de Jean Bruston, cultivateur domicilié à Bourdeaux et de Louise Arnaud fait ses études secondaires à Grenoble, puis ses études de théologie à la faculté de Montauban (1854-1859), où il soutient sa thèse de baccalauréat en théologie, intitulée « De l'authenticité des Actes des apôtres ». Il poursuit sa formation en Suisse et en Allemagne, dans les universités de Genève et de Heidelberg notamment.
Il est pasteur de l'Église réformée à Die, Bordeaux et Orléans (1862-1874). En 1874, il est nommé professeur d'hébreu et de critique de l'Ancien Testament à la faculté de Montauban, et il y enseigne jusqu'en 1907, lorsque la faculté est séparée de l'université de Toulouse, après la séparation des Églises et de l'État en 1905. Il est membre du Conseil supérieur de l'instruction publique (1996-1999).

### Activités éditoriales et de recherche
Il soutient en 1881 une thèse de doctorat intitulée Histoire critique de la littérature prophétique des Hébreux depuis les origines jusqu'à la mort d'Isaïe. Il est orientaliste et épigraphiste, premier traducteur en 1873 de la Stèle de Mesha découverte en 1865, auteur d'articles dans plusieurs revues scientifiques, la Revue des études grecques, la Revue archéologique, la Revue de théologie et de philosophie notamment. Il publie plus de 70 articles dans la Revue de théologie et des questions religieuses de la faculté de Montauban.

### Famille
Il épouse en 1866 Amélie Thompson, fille d'un négociant de vins écossais installé à Bordeaux et descendante par sa mère d'une lignée huguenote réfugiée en Angleterre. Leur fils, Édouard Bruston, théologien spécialiste du livre de Jérémie, est également professeur à la faculté de théologie de Montauban où il succède à son père, puis de Montpellier, de 1907 à 1940.

## Publications
- Le déchiffrement des inscriptions cunéiformes, Paris, Fischbacher, 1873
- Les inscriptions assyriennes et l'Ancien Testament, Montauban, impr. de J. Vidallet, 1875
- Histoire critique de la littérature prophétique des Hébreux, depuis les origines jusqu'à la mort d'Isaïe, Paris, Fischbacher, 1881.
- Études sur Daniel et l'Apocalypse, Fischbacher, 1896
- Les plus anciens cantiques chrétiens - Les Odes de Salomon, Paris, Fischbacher, 1912
- Les Fanfreluches de Rabelais, Paris, Fischbacher 1930

## Distinctions
- 1898 : chevalier de la Légion d'honneur
- 1895 : membre de l'Académie des sciences, belles-lettres et arts du département de Tarn-et-Garonne[9].